# Don't Stop Me!
Albums de Yoko Ono Plastic Ono Band
Open Your Box
(2007) Between My Head and the Sky
(2009)
Don't Stop Me! est un extended play diffusé exclusivement sur iTunes par Yoko Ono avec le Plastic Ono Band. L'album est également disponible sous la forme d'un disque compact à des fins promotionnelle, menant à son nouvel album Between My Head and the Sky, sorti en septembre de la même année.

## Pistes
| No | Titre                       | Auteur | Producteur(s) | Durée |
| -- | --------------------------- | ------ | ------------- | ----- |
| 1. | The Sun Is Down!            |        |               | 4:51  |
| 2. | Ask the Elephant!           |        |               | 3:03  |
| 3. | Feel the Sand               |        |               | 6:06  |
| 4. | Calling (Alternate Version) |        |               | 8:06  |